# Age of Machine
Age of Machine è il secondo singolo dei Greta Van Fleet estratto dall'album The Battle at Garden's Gate, pubblicato il 4 dicembre 2020.

## Tracce
1. Age of Machine – 6:53